# Sisyracera inabsconsalis
Sisyracera inabsconsalis là một loài bướm đêm trong họ Crambidae.